# إيليزا غرانت
إيليزا غرانت (بالإنجليزية: Eliza Grant)‏ هي قابلة أمريكية، (و. 1880  م).